# Флюссер, Вилем
Вилем Флюссер (чеш. Vilém Flusser, 12 мая 1920, Прага — 27 ноября 1991, там же) — немецкий писатель, философ искусства, критик и фотограф еврейского происхождения. Одна из центральных фигур современной теории фотографии и теории медиа.

## Биография
Родился в еврейской семье. В 1938 году поступил на юридический факультет Карлова университета в Праге, в 1939 году эмигрировал от нацистов в Лондон, год проучился в Лондонской школе экономики и политических наук, в 1940 году переехал в Бразилию. В 1950 году получил бразильское гражданство. Сменил несколько мест работы, с 1960 года начал сотрудничать с Бразильским философским университетом (порт. IBF). Преподавал в Сан-Паулу, участвовал в Биеннале Сан-Паулу и других событиях культурной жизни Бразилии, занимался журналистикой. Подвергаясь давлению военного режима, в 1972 году эмигрировал в Европу, жил в Италии, ФРГ и Франции. Погиб в автомобильной катастрофе под Прагой.
Двоюродный брат — религиовед-библеист Давид Флюссер.

## Исследования
Писал на немецком, португальском и французском языках. В ранние годы был близок к феноменологии, развивал философию Хайдеггера. В дальнейшем разработал оригинальную концепцию техники и медиакультуры от письменности до фотографии и средств мобильной связи.
Руководителем архива Вилема Флюссера является Зигфрид Зелинский. До 2006 года пока Зелинский являлся ректором Кёльнской Академии Медиа Искусств (KHM), архив размещался там. В 2006 году Зелинский завершает контракт с Академией Медиа Искусств и начинает преподавать в Берлинском Университете Искусств (UDK). Вместе с ним в Берлин переезжает и архив Флюссера.

## Концепция фотографической программы
Одна из центральных идей Флюссера — концепция программы. Флюссер исходит из предположения, что в фотографии многие художественные решения продиктованы спецификой техники. Искусствовед Екатерина Васильева, рассматривая концепцию Флюссера, отмечает: "Фотография привязана к окружающему миру: невозможно сфотографировать несуществующее. Или, по словам Флюссера, оператор «может снять только фотографируемое». Фактически, Флюссер полагает, что фотография создает свой собственный способ видения и подразумевает свою собственную идеологию восприятия. Фотографическая программа может быть связана с формированием автономной внелогической системы.

## Наследие
В последние годы наследие Флюссера привлекает все более широкое внимание. Его труды активно используются, его идеи обсуждаются на международных симпозиумах, проходят Флюссеровские чтения, книги Флюссера переводятся на разные языки, с 2005 года издается посвященный ему международный журнал. Интенсивные исследования идей Флюссера ведёт Центр медиафилософии СПбГУ.

## Публикации на русском языке
- За философию фотографии. СПб.: Изд-во СПбГУ, 2006
- О проецировании. / перевод с нем. М. А. Степанова. // Хора. Журнал современной зарубежной философии и философской компаративистики. 2009. № 3/4. (9/10). С.65-76.
- О положении вещей. Малая философия дизайна. Перевод с нем. Т. Збаровской. Редактор В. Куренной. М.: Ad Marginem, 2016.